# Santiago Navarro
Pour les articles homonymes, voir Navarro (homonymie).
Santiago Navarro, né le 17 octobre 1936 à El Prat de Llobregat, en Espagne et mort le 8 octobre 1993, est un ancien joueur espagnol de basket-ball.

## Palmarès
- Finaliste des Jeux méditerranéens de 1959